# Xã Neosho, Quận Cherokee, Kansas
Xã Neosho (tiếng Anh: Neosho Township) là một xã thuộc quận Cherokee, tiểu bang Kansas, Hoa Kỳ. Năm 2010, dân số của xã này là 279 người.